# Association sportive des PTT Bizerte
 (février 2023).
Si vous disposez d'ouvrages ou d'articles de référence ou si vous connaissez des sites web de qualité traitant du thème abordé ici, merci de compléter l'article en donnant les références utiles à sa vérifiabilité et en les liant à la section « Notes et références ».
L'Association sportive des PTT Bizerte est un club tunisien de football féminin basé à Bizerte.
À l'issue de la saison 2007-2008 de deuxième division féminine tunisienne, le club est champion et promu en première division.